# 스탠 로울리

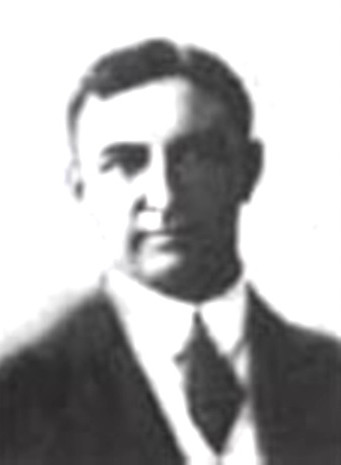

스탠 로울리(Stan Rowley, 본명: 스탠리 루퍼트 로울리, Stanley Rupert Rowley, 1876년 9월 11일 – 1924년 4월 1일)는 1900년 하계 올림픽에서 4개의 메달을 획득한 호주의 육상 선수였다. 뉴사우스웨일스주 영에서 태어나 뉴사우스웨일스주 맨리에서 사망했다.